# John Barkley Rosser
John Barkley Rosser Sr. (* 6. Dezember 1907 in Jacksonville, Florida; † 5. September 1989 in Madison, Wisconsin) war US-amerikanischer Logiker und Mathematiker.

## Leben
Rosser erwarb 1929 seinen Bachelor of Science und 1931 seinen Master of Science an der University of Florida. Seinen Doktor machte er 1934 an der Princeton University. Danach lehrte er in Princeton, Harvard und Cornell und setzte seine Laufbahn an der University of Wisconsin–Madison fort. Dort hielt er noch im Alter von über 70 Jahren Vorlesungen und starb 1989 zuhause in Madison, Wisconsin.
Neben seiner Lehrtätigkeit wirkte Rosser in zahlreichen Gremien und Verbänden mit. Er war Vorsitzender der Association for Symbolic Logic und der Society of Industrial and Applied Mathematics, Mitglied des Beirats für Raumfahrzeuge im Beratungsausschuss des Apolloprojekts. Er lieferte frühe Beiträge in der Informatik und half, die Polarisrakete zu entwickeln. Er war Direktor des U. S. Army Mathematics Research Center an der University of Wisconsin–Madison. Darüber hinaus schrieb er mathematische Lehrbücher.
1967 wurde Rosser in die American Academy of Arts and Sciences gewählt.
Er ist der Vater des Wirtschaftsmathematikers John Barkley Rosser Jr.

## Leistungen
Rosser war ein Schüler von Alonzo Church. Er hat zu vielen Gebieten beigetragen, darunter Symbolische Logik, Ballistik, Raketenentwicklung und Analytische Zahlentheorie.
Rosser trug zum Satz von Church-Rosser im Lambda-Kalkül bei, entwickelte das Rosser-Sieb, eine Siebmethode in der analytischen Zahlentheorie, fand und bewies den Satz von Rosser aus der Theorie der Primzahlen und bewies im Jahr 1936 eine stärkere Fassung von Gödels Erstem Unvollständigkeitssatz, indem er zeigte, dass die Bedingung der {\displaystyle \omega }-Widerspruchsfreiheit zu Widerspruchsfreiheit abgeschwächt werden kann. Anstelle des Satzes aus dem Lügner-Paradox, der aussagt „Ich bin nicht beweisbar!“, benutzte er die Aussage „Zu jedem Beweis für mich gibt es einen kürzeren Beweis für meine logische Negation!“.

### Satz von Rosser
1939 bewies er einen nach ihm benannten Satz über eine untere Schranke für die n-te Primzahl {\displaystyle p_{n}}:
{\displaystyle p_{n}>n\cdot \ln n.}
Das wurde 1999 von Pierre Dusart auf
{\displaystyle p_{n}>n\cdot (\ln n+\ln(\ln n)-1).}
verbessert. Dass diese Formel asymptotisch gilt, war schon Michele Cipolla 1902 bekannt.
Mit Lowell Schoenfeld und J. M. Yohe berechnete er 1968 die ersten 3,5 Millionen nicht-trivialen Nullstellen der Riemannschen Zetafunktion mit dem Computer und zeigte, dass sie auf der kritischen Geraden liegen. Dabei formulierten sie auch Rossers Regel.

## Schriften
- A Mathematical Logic Without Variables. Princeton Univ. Diss., Princeton, NJ 1934, S. 127–150, 328–355
- Explicit bounds for some functions of prime numbers, Amer. J. Math. 63 (1941), S. 211–232
- Burali-Forti paradox, Journal of Symbolic Logic, Band 7, 1942, S. 1–17
- mit Lowell Schoenfeld: Approximate formulas for some functions of prime numbers, Illinois J. Math. 6 (1962), S. 64–94
- mit L. Schoenfeld: Sharper bounds for the Chebyshev functions θ(x) and ψ(x) (PDF; 1,8 MB), Math. Comp. 29 (1975), No. 129, S. 243–269
- Logic for Mathematicians. 2nd edition. Chelsea Publ. Co., New York 1978, 578 S., ISBN 0-8284-0294-9